# 대한민국 민법 제1061조
대한민국 민법 제1061조는 유언적령을 규정한 민법 친족상속법 조문이다.

## 조문
제1061조(유언적령) 만17세에 달하지 못한 자는 유언을 하지 못한다.

第1061條(遺言適齡) 만17세에 達하지 못한 者는 遺言을 하지 못한다.

## 비교 조문
일본민법 제961조(유언능력) 15세에 달한 자는 유언을 할 수 있다.

## 참고 문헌
- 오현수, 일본민법, 진원사, 2014. ISBN 978-89-6346-345-2
- 오세경, 대법전, 법전출판사, 2014 ISBN 978-89-262-1027-7
- 이준현, LOGOS 민법 조문판례집, 미래가치, 2015. ISBN 979-1-155-02086-9